# Opération 55
 (août 2019).
Si vous disposez d'ouvrages ou d'articles de référence ou si vous connaissez des sites web de qualité traitant du thème abordé ici, merci de compléter l'article en donnant les références utiles à sa vérifiabilité et en les liant à la section « Notes et références ».
L'Opération 55 est un programme de régionalisation conçu par le ministère du Bien-être social et de la Jeunesse au début des années 1960 et mis en œuvre en 1964, afin de créer 55 commissions scolaires secondaires catholiques et 10 commissions scolaires secondaires protestantes, chacune dotées d'une école secondaire régionale centrale. Cette vaste opération est initiée par le ministre Paul Gérin-Lajoie et son sous-ministre Arthur Tremblay avant même les premières recommandations de la Commission d'enquête sur l'enseignement au Québec, présidé par un prélat, Mgr Alphonse-Marie Parent, recteur de l'Université Laval, en 1963,  et la création du ministère de l'Éducation, en 1964. De grandes écoles ont été construites dès le début des années 1960, par exemple, la Cité des jeunes à Vaudreuil, inauguré en 1964, dans le comté du ministre Gérin-Lajoie, ainsi que l'école Gérard-Filon, ouverte en 1963, dans la commission scolaire présidée par le vice-président la commission Parent, Gérard Filion.
De type technocratique, l'opération 55 visait à offrir aux régions un enseignement secondaire public, qui n'existait que dans les villes. La régionalisation permettait de regrouper les ressources financières de multiples agglomérations, qui ne pouvaient seules supporter la construction et le financement d'une école secondaire et aussi de maximiser les options de cours et les services. Sur un vaste territoire, il était possible d'agglomérer des sources financières importantes, de drainer un nombre considérable d'élèves et de constituer une administration bureaucratique professionnelle, selon le principe d'économie d'échelle. Il est à noter qu'une autre opération de régionalisation se déroulait au même moment en Gaspésie avec le BAEQ, Bureau d'aménagement de l'est du Québec.
Le concept de polyvalence a été implanté au secondaire en septembre 1967. Il était basé sur le cheminement individuel et le choix de cours dans une perspective d'orientation et de formation professionnelles pour tous, selon les idées de J.B. Conant, président de l'Université Harvard, énoncées dans les années 1950 dans le contexte de la Guerre Froide. Chaque élève devait acquérir une formation générale selon ses talents et puis une formation professionnelle qui correspondait au niveau scolaire atteint. Ces principes, qui avaient été esquissés déjà dans le rapport du Comité d'étude sur l'enseignement technique et professionnel, dit Comité Arthur Tremblay, publié en 1962, ont été repris dans la seconde partie du Rapport Parent,. Ainsi dans les écoles secondaires dites polyvalentes, qui ont succédé aux écoles régionales, se retrouvaient sous le même toit l'enseignement général et professionnel. - Après le secondaire II, il était possible de faire un an de formation professionnelle, le professionnel court, ainsi qu'après le secondaire III, deux ans, le professionnel long. - Ce qui a permis d'ailleurs un financement important des constructions d'écoles par le Gouvernement Fédéral au nom de la formation de la main d'œuvre. L’emballement de la logique technocratique a provoqué la constitution de grands territoires et la construction d'immenses écoles dont la population scolaire dépassait les 1200 élèves recommandés par la Commission Parent. La prise en charge du transport scolaire par le Ministère, plutôt que les commissions scolaires, a aussi contribué à cette amplification. Les premiers Cégeps, collège d'enseignement général et professionnel, furent créés, en 1967, sur le même principe. À la différence près qu'ils ne furent pas constitués ex nihilo et en rase campagne, étant le fruit de la fusion des écoles de technologie fondées dans les années 1950, - de collèges classiques et de diverses écoles supérieures du ministère de la Jeunesse,. Il n'y a que peu de construction de Cégep les premières années après leur création. La réforme des programmes primaires et secondaires a été faite en 1969 selon le principe du programme-cadre, qui laissaient toute latitude aux enseignants, délaissant la prescription des contenus, ainsi que des manuels et des cahiers d'exercices. 
La disparition du cours classique, qui était la responsabilité pour les programmes et examens des facultés des arts des universités catholiques de langue française, en tant qu'ordre de l'enseignement secondaire a été la conséquence de l'abolition des filières parallèles qu'était la formation professionnelle, secondaire générale et secondaire classique. Ainsi les collèges classiques sont devenus des écoles privées de niveau secondaire non polyvalent et pour certaines, collégial. Dans les faits le cours classique de huit ans avait été scindé en deux, le cours secondaire de cinq ans et le cours collégial de trois ans, dès les années 1950 pour fin de subventions fédérales, la Commission Parent avait recommandé que les « instituts », le premier nom des Cégeps, dispensent le cours collégial, réduit à deux ans. 
Les commissions scolaires régionales furent subdivisées et puis fusionnées aux commissions scolaires primaires issues des paroisses et villages. L'idée d'une école régionale par commissions scolaires fut rapidement abandonnée dès le début, causant trop de conflits entre la notabilité des villes d'un même territoire scolaire. La notion de polyvalence fut délaissée dans les années 1990, un cours secondaire général de cinq ans s'imposa comme la norme pour tous, l'enseignement des métiers devint post-secondaire, ce qui amenât une renaissance de celui-ci, car il avait souffert de la réforme scolaire, ayant perdu son cadre institutionnel.  
Un documentaire, Opération 55 commandé par ministère de l'Éducation à l'Office du film du Québec (OFQ), explique les orientations du Gouvernement.